# Monitor (Cobra 1)
Monitor (Cobra 1) – program zawarty w pamięci stałej komputera Cobra 1, będący prostym monitorem umożliwiającym przeglądanie, modyfikację, testowanie pamięci operacyjnej, realizację podstawowych operacji na plikach i programach oraz ułatwiający uruchamianie programów napisanych w języku maszynowym tego komputera. Monitor umożliwiał wczytanie programu zapisanego w języku maszynowym z taśmy magnetycznej używanej jako pamięć masowa (z magnetofonu) do pamięci operacyjnej, następnie należało uruchomić interpreter języka BASIC i program poleceniem RUN tego języka. Przejście do monitora następowało z powłoki interpretera języka BASIC, po przejściu do trybu systemowego dyrektywą SYSTEM , a następnie wywołaniu w tym trybie programu monitora na podstawie adresu startu .
Wczytanie interpretera języka Basic z taśmy magnetofonowej następowało po wydaniu polecenia „L”. Procedura ta umożliwia kontrolę błędów odczytu danych i w przypadku wystąpienia takiego błędu (ustalanego na podstawie sumy kontrolnej dla kolejnych 32-bajtowych bloków, każdy mający unikalny adres, na które podzielony jest program), zamiast wczytywać program od początku, wystarczające jest cofnięcie taśmy o 20-30 cm i wczytanie końcowych, błędnych obszarów. Uruchomienie Basic-a następowało po wydaniu polecenia G:0 <CR>; gdzie <CR> oznacza wciśnięcie klawisza CR.
Polecenia:
- L : LOAD – wczytanie
- S : SAVE – zapisanie
- M : przeglądanie i edycja pamięci (np. wpisywanie programu w języku maszynowym[2])
- C : obliczenie adresu programu

Monitor zapisany był w pamięci mikrokomputera w zakresie adresów C000-C7FFF.
Rozwiązania przyjęte w zakresie języka BASIC, programu monitora, oraz polecenia SYSTEM, dla komputera Cobra 1 są wzorowane na rozwiązaniach stosowanych w komputerach TRS-80L2 i Meritum .